# Miruk
Miruk is een bestuurslaag in het regentschap Aceh Besar van de provincie Atjeh, Indonesië. Miruk telt 876 inwoners (volkstelling 2010).